# Futbol Club Barcelona Hoquei Gel
Il Futbol Club Barcelona Hoquei Gel (sp. Fútbol Club Barcelona hockey sobre hielo) è la sezione di hockey su ghiaccio della polisportiva FC Barcelona.
Fondata nel 1972, con l'apertura, all'interno del Palau Blaugrana, del Palau de Gel, la squadra prese parte fin dalla prima edizione, nel 1973, alla Superliga Española. Il primo titolo nazionale lo vinse nel 1986-1987, bissando il successo l'anno successivo. La squadra senior fu poi sciolta per decisione del presidente Josep Lluís Núñez, che mantenne solo l'attività giovanile. All'inizio degli anni '90, però, la squadra fu ricostituita, ed il terzo titolo giunse nel 1996-1997. A questo ne sono seguiti altri due: 2001-2002 e 2008-2009.
Quattro sono invece le Coppe del Re: 1975-1976, 1976-1977, 1981-1982 e 1996-1997 (anno in cui la squadra mise a segno, quindi, il doblete).